# Młodzieżowe Mistrzostwa Świata w Boksie Mężczyzn 2008
Młodzieżowe Mistrzostwa Świata w Boksie Mężczyzn 2008 – 1. edycja młodzieżowych mistrzostw świata w boksie mężczyzn, które odbyły się w dniach 31 października – 1 listopada w meksykańskim mieście Guadalajara. Tabelę medalową zawodów wygrali pięściarze z Kuby zdobywając 4 złote medale. Zawody zorganizowało Międzynarodowe Stowarzyszenie Boksu (AIBA) zastępując wcześniejsze edycje mistrzostw świata w boksie juniorów rozgrywanych w latach 1979–2006.

## Medaliści
| Kategoria wagowa               |                   |                       |                                     |
| ------------------------------ | ----------------- | --------------------- | ----------------------------------- |
| Waga lekkomusza (– 48 kg)      | Nanao Singh       | Grigorij Nikołajczuk  | Luis Diaz Jérémy Beccu              |
| Waga musza (– 51 kg)           | Jonathan González | Yunier Robles Gongora | Bunyodbek Mashrapov Adam Lopez      |
| Waga kogucia (– 54 kg)         | Magomied Kurbanow | Andrei Razvan         | Timacoy Williams Matti Koota        |
| Waga piórkowa (– 57 kg)        | Óscar Valdez      | Maksym Dadaszew       | Marin Dragos Oleg Szeffer           |
| Waga lekka (– 60 kg)           | Raymond Moylette  | Danijar Jeleussinow   | Wage Saruhanjan Aleksiej Halesicz   |
| Waga lekkopółśrednia (– 64 kg) | Frank Isla        | Jamie Kavanagh        | Zdeněk Chládek Uktamjon Rahmonov    |
| Waga półśrednia (– 69 kg)      | Óscar Molina      | Boturjon Mahmudov     | David Joe Joyce Sadulai Abdulai     |
| Waga średnia (– 75 kg)         | Rey Eduardo Recio | Enrico Koelling       | Dmitrij Biwoł Luis Arias            |
| Waga półciężka (– 81 kg)       | Jose Larduet      | Marten Magomiedow     | Tommy McCarthy Gianluca Rosciglione |
| Waga ciężka (– 91 kg)          | Erislandy Savon   | Iwan Dyczko           | Aurel Manole Marcin Siwy            |
| Waga superciężka (+91 kg)      | Joseph Dawejko    | Eric Brechlin         | Omar Ibanez Jegor Płewako           |

### Tabela medalowa zawodów
| Poz. | Państwo           |    |    |    |    |
| ---- | ----------------- | -- | -- | -- | -- |
| 1    | Kuba              | 4  | 1  | 1  | 6  |
| 2    | Meksyk            | 2  | 0  | 0  | 2  |
| 3    | Rosja             | 1  | 3  | 2  | 6  |
| 4    | Irlandia          | 1  | 1  | 2  | 4  |
| 5    | Stany Zjednoczone | 1  | 0  | 2  | 3  |
| 6    | Indie             | 1  | 0  | 0  | 1  |
| 6    | Portoryko         | 1  | 0  | 0  | 1  |
| 8    | Niemcy            | 0  | 2  | 1  | 3  |
| 9    | Kazachstan        | 0  | 2  | 0  | 2  |
| 10   | Rumunia           | 0  | 1  | 2  | 3  |
| 10   | Uzbekistan        | 0  | 1  | 2  | 3  |
| 12   | Ukraina           | 0  | 0  | 2  | 2  |
| 13   | Australia         | 0  | 0  | 1  | 1  |
| 13   | Białoruś          | 0  | 0  | 1  | 1  |
| 13   | Czechy            | 0  | 0  | 1  | 1  |
| 13   | Dominikana        | 0  | 0  | 1  | 1  |
| 13   | Finlandia         | 0  | 0  | 1  | 1  |
| 13   | Francja           | 0  | 0  | 1  | 1  |
| 13   | Włochy            | 0  | 0  | 1  | 1  |
| 13   | Polska            | 0  | 0  | 1  | 1  |
| 13   | Łącznie           | 11 | 11 | 22 | 44 |